# Nikola Kozlevo
Nikola Kozlevo (in bulgaro Никола Козлево?) è un comune bulgaro situato nella regione di Šumen di 8 927 abitanti (dati 2009). La sede comunale è nella località omonima.

## Località
Il comune è formato dall'insieme delle seguenti località:
- Nikola Kozlevo (Никола Козлево) (sede comunale)
- Cani Ginčevo (Цани Гинчево)
- Cărkvica (Църквица)
- Hărsovo (Хърсово)
- Karavelovo (Каравелово)
- Krasen Dol (Красен Дол)
- Kriva Reka (Крива Река)
- Pet Mogili (Пет Могили)
- Ružica (Ружица)
- Vălnari (Вълнари)
- Vekilski (Векилски)